# Проспект Славы (платформа)
Проспе́кт Сла́вы — остановочный пункт Витебской линии Октябрьской железной дороги в черте Санкт-Петербурга. Расположен у места пересечения с проспектом Славы, отсюда и название. На платформе останавливаются все пригородные электропоезда.
Выходы с платформы — через подземный переход — на Витебский проспект и на Белградскую улицу.

## История
Первое упоминание о строительстве платформы в деревне Купчино на Царскосельской ж/д датируется 1872 годом, о чём свидетельствует запись в архиве. В указателе за 1873 год напечатано, что по воскресеньям поезда, отправляющиеся из С.-Петербурга в 8 час. утра и из Царского Села 5 час. 30 мин пополудни, останавливаются у вновь устроенной платформы при деревне Купчино. В последующих указателях платформа отсутствует, возможно остановка поездов не производилась из-за низкого пассажиропотока.
Повторно платформа была устроена в 1918 году под названием «пост 9 версты», в 1922 году платформе присвоено название «Купчино». К ней примыкал автомобильный переезд, по которому проходило Южное шоссе (Куракина дорога), разделённое впоследствии на несколько фрагментов.
В 1974 году платформа была переименована в «Проспект Славы» после того, как в 1972 году были открыты станция метро «Купчино» и новая железнодорожная платформа «Купчино» рядом с ней (проспект Славы был построен в 1960-х гг., в это же время ликвидирован переезд и изменено взаимное расположение боковых платформ).
Платформа упоминается в книге Алексея Рыбина «„Кино“ с самого начала» как место, где Рыбин и Виктор Цой регулярно бывали, на базе этих воспоминаний была написана известная песня Цоя «Электричка».
28 августа 2007 года платформа оснащена автоматизированной системой контроля оплаты проезда (АСКОП) с турникетами.
Летом 2018 г. сгорело и было снесено находившееся рядом с платформой небольшое строение, предположительно, ранее обслуживавшее переезд (в техпаспорте значилось как «контора дорожного мастера»).

## Архивные источники
- О постройке на 9-й версте дороги близ дер. Купчино платформы //   РГИА. Ф. 262. Оп. 1. Д. 552.
- Проект деревянной открытой пассажирской платформы у Кутаисского переезда на 9-й версте //   РГИА. Ф. 350. Оп. 26. Д. 43.